# Stazione di Agropoli-Castellabate
La stazione di Agropoli-Castellabate è una stazione ferroviaria della ferrovia Battipaglia-Reggio Calabria a servizio dei comuni di Agropoli e Castellabate.

## Strutture e impianti
La stazione, inaugurata il 4 giugno del 1883, presenta tre binari passanti, di cui solo il 2 e il 3 vengono utilizzati per il servizio viaggiatori; mentre l'1 è impiegato solo in caso di incroci.

## Movimento
La stazione è servita da treni regionali svolti da Trenitalia nell'ambito del contratto di servizio stipulato con la Regione Campania e da collegamenti a lunga percorrenza svolti da Trenitalia e NTV.

## Servizi
- Biglietteria automatica
- Biglietteria a sportello
- Sala d'attesa
- Servizi igienici
- Bar